# 1916年逝世人物列表
1916年逝世人物列表：1月 - 2月 - 3月 - 4月 - 5月 - 6月 - 7月 - 8月 - 9月 - 10月 - 11月 - 12月
下面是1916年逝世的知名人士列表。

## 1月

### 1日
- 馬克斯·巴斯特爾伯格，德國醫生和昆蟲學家
- 阿丹·卡德納斯，尼加拉瓜醫生和政治家，尼加拉瓜第16任總統

### 2日
- 約瑟夫·魯克·拉瑪律，美國最高法院大法官
- 費利克斯·薩爾達·薩爾瓦尼，西班牙羅馬天主教神父和作家

### 5日
- 烏爾皮亞諾·切卡，西班牙畫家、雕塑家和插畫家

### 7日
- 安德列斯·巴克羅，西班牙文教師和作家

### 8日
- 倫勃朗·布加迪，義大利雕塑家
- 尤金·希爾加德，德國出生的美國土壤科學家

### 9日
- 艾達·雷漢，愛爾蘭出生的美國莎士比亞女演員

### 10日
- 圭多·巴切利，義大利醫生

### 11日
- 西里爾八世·格哈，希臘天主教牧首
- 高島鞆之助，日本將軍

### 12日
- 萊昂·奧托內，法國工程師和數學家
- 喬治·西奧托基斯，希臘政治家，希臘總理

### 13日
- 喬治·本格斯庫-達比亞，出生於瓦拉幾亞的羅馬尼亞詩人、劇作家和將軍
- 瓦西裡·霍蘇，羅馬尼亞東正教神父和主教
- 維多利亞諾·韋爾塔，墨西哥將軍和政治家，墨西哥第35任總統[1]

### 14日
- 奧托·阿蒙，德國人類學家

### 15日
- 沃伊泰克亞歷山大，斯洛伐克放射科醫生

### 16日
- 阿諾德·阿萊特里諾，荷蘭醫生
- 小威廉·蒙特羅斯·格雷厄姆，美國將軍
- 胡安娜·瑪麗亞·孔德薩·盧奇，西班牙羅馬天主教，自稱和祝福的宗教人士

### 17日
- 亞瑟·沃恩·詹森，美國演員兼導演

### 18日
- 洛倫佐·拉托雷，烏拉圭軍官和政治家，烏拉圭第11任總統

### 19日
- 朵拉·諾爾頓·拉努斯，美國女演員、作家和翻譯家
- 安托萬·西蒙，法國作曲家

### 20日
- 以法蓮·法蘭西斯·鮑德溫，美國建築師

### 30日
- 克萊門茨·馬卡姆，英國探險家和地理學家

## 2月

### 3日
- 伊萬·梅西亞努，羅馬尼亞神職人員

### 6日
- 魯本·達里歐，尼加拉瓜作家
- 伊薩拉·范·迪斯特，比利時醫生

### 7日
- 佛蘭克林·布魯克斯，來自科羅拉多州的美國眾議院議員
- 路德維卡·什琴斯納，波蘭羅馬天主教修女和祝福

### 9日
- 安東·葉戈羅維奇·馮·薩爾察，俄羅斯將軍

### 12日
- 理查德·戴德金，德國數學家

### 13日
- 維爾海姆·哈默肖伊，丹麥畫家
- 卡洛斯·安東尼奧·門多薩，巴拿馬政治家，巴拿馬代理總統

### 18日
- 漢斯·施密特，德國羅馬天主教神父（被處決）

### 19日
- 恩斯特·马赫，奧地利物理學家和哲學家

### 20日
- 克拉斯·本圖斯·阿諾德森，瑞典作家和和平主義者，諾貝爾和平獎獲得者

### 21日
- 卡爾·貝加斯，德國雕塑家

### 23日
- 雅貝斯·巴爾福，英國商人
- 多梅尼科·洛維薩托，義大利地質學家
- 胡戈·冯·波尔，德國海軍上將

### 25日
- 大衛·鮑曼，澳大利亞政治家

### 26日
- 托馬薩·奧爾蒂斯·雷亞爾，西班牙羅馬天主教，自稱並祝福

### 27日
- 烏戈·巴爾扎尼，義大利歷史學家

### 28日
- 亨利·詹姆斯，美國作家

## 3月

### 2日
- 維德的伊莉莎白，羅馬尼亞王后

### 4日
- 弗朗茨·馬克，德國表現主義畫家（陣亡）
- 威廉·蘇伊·史密斯，美國聯邦將軍和工程師

### 7日
- 弗雷德·多諾萬，美國棒球運動員

### 9日
- 阿諾德·斯賓塞-史密斯，英國探險家、神職人員和業餘攝影師

### 11日
- 弗洛倫斯·貝克，匈牙利出生的英國探險家
- 亨利·大衛斯，美國政治家

### 12日
- 威廉·道森，西弗吉尼亞州第12任州長

### 15日
- 約翰·貝弗里奇，澳大利亞商人，雷德芬市長

### 16日
- 湯瑪斯·金，紐西蘭天文學家

### 19日
- 約翰·大衛斯，美國政治家，美國西弗吉尼亞州眾議員
- 吉羅拉莫·瑪麗亞·戈蒂，義大利加爾默羅修道士和羅馬天主教紅衣主教
- 瓦西裡·蘇里科夫，俄羅斯畫家

### 24日
- 赫爾曼·格塞利烏斯，法國建築師
- 恩里克·格拉纳多斯，西班牙作曲家（沉船）

### 25日
- 伊什，亞納人最後一位已知成員

### 28日
- 保羅·馮·普列赫韋，俄羅斯將軍

### 30日
- 中牟田倉之助，日本海軍上將

## 4月

### 4日
- 阿爾弗雷德·科尼奧，比利時植物學家
- 馬克斯·萊萬多夫斯基，德國神經學家

### 7日
- 松尾臣善，日本商人

### 11日
- 理查·哈丁·大衛斯，美國記者和作家

### 14日
- 吉娜·克羅格，挪威女權主義者、活動家和編輯

### 16日
- 亞歷山大·梅裡克·布羅德利，英國大律師

### 19日
- 以法蓮·謝伊，美國發明家

### 21日
- 烏巴爾多·帕基耶羅蒂，義大利作曲家
- 約翰·蘇拉特，涉嫌參與林肯遇刺案，瑪麗·蘇拉特的兒子

### 27日
- 薩克森-科堡和哥達的利奧波德·克萊門特王子

### 28日
- 愛德華·費利克斯·巴克斯特，英國維多利亞十字勳章獲得者

## 5月

### 2日
- 儒勒·布蘭查德，法國雕塑家

### 3日
- 派翠克·皮爾斯，愛爾蘭教師、大律師、詩人、作家、政治活動家和民族主義者（被處決）
- 湯瑪斯·麥克唐納，愛爾蘭詩人、劇作家、教育家和革命領袖（被處決）
- 湯姆·克拉克，愛爾蘭共和黨人，愛爾蘭共和兄弟會領袖（被處決）

### 4日
- 約翰·海勳爵，英國海軍上將和政治家
- 約瑟夫·普倫基特，愛爾蘭民族主義者、共和黨人、詩人、記者、革命者（被處決）
- 赫克托·塞文，義大利羅馬天主教紅衣主教

### 6日
- 漢斯·基亞里，奧地利病理學家

### 8日
- 梅布爾·比爾茲利，英國女演員
- 威廉·伯尼亞特，英國政治家
- 埃蒙·塞安特，愛爾蘭共和黨人（被處決）
- 肖恩·休斯頓，愛爾蘭共和黨人（被處決）[2]
- 埃涅阿斯·麥金托什，英國商船軍官和南極探險家
- 維克多·海沃德，英國探險家

### 11日
- 马克斯·雷格，德國現代主義作曲家
- 卡爾·史瓦西，德國物理學家
- 蒂雷西亚·西蒙·萨姆，海地第16任總統

### 12日
- 詹姆斯·康诺利，愛爾蘭社會主義者和政治活動家（被處決）
- 肖恩·麥克·迪亞馬達，愛爾蘭共和黨人（被處決）

### 13日
- 肖洛姆-阿莱汉姆，烏克蘭意第緒語作家
- 揚·巴伊奇，斯洛伐克工程師和發明家
- 瑪格麗特·本森，英國作家
- 埃米爾·佩蒂托，法國羅馬天主教傳教士

### 18日
- 陳其美，中國政治家

### 19日
- 喬治·布瓦洛特，法國大獎賽車手（陣亡）

### 21日
- 阿圖爾·戈爾蓋，匈牙利軍事將領和政治家

### 23日
- 弗拉基米爾·金德裡奇·布夫卡，捷克斯洛伐克攝影師

### 27日
- 約瑟夫·加利埃尼，法國將軍

### 28日
- 伊万·弗兰科，烏克蘭作家和政治活動家

### 31日
- 霍勒斯·胡德，英國海軍上將（陣亡）

## 6月

### 6日
- 袁世凯，中国政治家，前中华民国总统

### 7日
- 阿爾貝托·埃爾莫爾·費爾南德斯·德·科爾多瓦，秘魯外交官和政治家，秘魯第52任總理
- 埃米爾·法蓋，法國作家和評論家

### 12日
- 西爾瓦納斯·湯普森，英國物理學教授、電氣工程師、英國皇家學會會員和作家

### 17日
- 埃德溫·門羅·培根，英國作家

### 18日
- 馬克斯·伊梅爾曼，德國王牌戰鬥機（陣亡）
- 小赫爾穆特·馮·毛奇，德國將軍

### 22日
- 田中芳男，日本博物學家

### 24日
- 維克多·查普曼，法國出生的美國戰鬥機飛行員（陣亡）

### 25日
- 湯姆·艾金斯，美國畫家、攝影家

### 30日
- 羅素·巴頓，出生於英國的澳大利亞政治家
- 尤尼斯·埃洛伊塞·吉布斯·阿林，美國記者、作家和詞曲作者

## 7月

### 1日
- 索姆河戰役首日陣亡者
  - 尤金·波登，法國建築師
  - 吉伯特·沃特豪斯，英國建築師和戰爭詩人

### 2日
- 米哈伊爾·波莫爾采夫，俄羅斯氣象學家

### 3日
- 海蒂·格林，美國女商人
- 阿尔弗雷德·克莱纳，瑞士物理學家
- 耶利米·洛姆尼茨基，烏克蘭巴西利亞神父、傳教士和上帝的僕人

### 6日
- 奥迪隆·雷东，法國畫家

### 7日
- 瑪格麗特·霍爾穆特-卡爾摩根，德國畫家

### 12日
- 切薩雷·巴蒂斯蒂，義大利愛國者、地理學家和政治家

### 15日
- 埃利·梅奇尼科夫，俄羅斯微生物學家，諾貝爾生理學或醫學獎獲得者

### 16日
- 里吉諾加西亞，菲律賓藝術家
- 維克多·霍斯利，英國內科醫生和外科醫生

### 20日
- 萊因哈德·佐爾格，德國戲劇家和詩人

### 22日
- 詹姆斯·惠特科姆·萊利，美國詩人

### 23日
- 威廉·拉姆齊，英國化學家，諾貝爾獎獲得者

### 26日
- 古斯塔夫·瑪麗亞·布蘭奇，法國羅馬天主教神父和主教
- 約翰內斯·蘭克，德國生理學家

### 27日
- 亞瑟·溫頓·布朗，紐西蘭政治家，惠靈頓市長
- 查理斯·弗里亞特，英國水手（被處決）

### 29日
- 克勞德·卡斯爾頓，澳大利亞VC獲得者（陣亡）

## 8月

### 3日
- 羅傑·凱斯門特，愛爾蘭民族主義者（被處決）

### 5日
- 喬治·巴特沃斯，英國作曲家

### 7日
- 基特裡奇·哈斯金斯，美國律師和政治家，美國佛蒙特州眾議院議員

### 8日
- 莉莉·布勞恩，德國作家
- 上村彥之丞，日本海軍上將
- 奧斯卡·林克森，英格蘭足球運動員

### 9日
- 圭多·戈扎諾，義大利詩人和作家

### 10日
- S.伊薩多爾·米納，美國專欄作家，以“Pauline Periwinkle”為筆名

### 13日
- 皮埃爾·德·塞居爾，法國歷史學家

### 17日
- 翁貝托·博喬尼，義大利畫家和雕塑家

### 18日
- 馬塞爾·布林德約克·德·穆利奈，法國飛行員

### 30日
- 亞歷山大·博爾曼，美國路易士安那州眾議院法官

### 31日
- 瑪莎·麥克萊倫·布朗，美國活動家
- 約翰·聖約翰，美國禁酒領袖和堪薩斯州州長

## 9月

### 2日
- 根納季·萊迪任斯基，俄羅斯畫家
- 費利佩·特裡戈，西班牙作家

### 4日
- 何塞·埃切加赖，西班牙作家，諾貝爾獎獲得者

### 7日
- 安妮·勒波特·迪格斯，加拿大出生的美國活動家和圖書管理員

### 8日
- 弗里德里希·鮑姆費爾德，德國作曲家、指揮家和鋼琴家
- 詹姆斯·格雷，美國記者，第19任明尼阿波利斯市長

### 12日
- 齊格蒙特·巴厘基，波蘭社會學家

### 14日
- 皮埃爾·杜赫姆，法國物理學家

### 15日
- 雷蒙德·阿斯奎斯，英國大律師
- 約賽亞·羅伊斯，美國哲學家

### 17日
- 賽斯·洛，美國政治家和教育家，紐約市市長

### 25日
- 傑拉爾德·阿巴斯諾特，英國軍人和政治家

### 29日
- 阿爾伯特·約翰·庫克，美國昆蟲學家和動物學家

## 10月

### 3日
- 詹姆斯·伯吉斯，英國考古學家
- 德米特羅·亞列姆科，烏克蘭東部天主教教主和主教

### 6日
- 伊西多爾·德·盧爾，比利時羅馬天主教徒，自稱並受祝福

### 10日
- 安東尼奧·聖埃利亞，義大利建築師（陣亡）

### 11日
- 鄂圖，巴伐利亞國王

### 12日
- 托尼·詹努斯，美國飛行員和飛機設計師

### 18日
- 伊格納西奧·皮納佐·卡馬倫奇，西班牙畫家

### 21日
- 奧林多·格雷尼，義大利詩人
- 卡爾·馮·斯圖爾格赫，奧地利總理

### 25日
- 傑勒爾·昂柯斯，法國神秘學家

### 28日
- 奧斯華·波爾克，德國第一次世界大戰戰鬥機王牌
- 克利夫蘭·阿貝，美國氣象學家

### 29日
- 約翰·塞巴斯蒂安·利特爾，美國政治家和國會議員

### 31日
- 蒂娜·布勞，奧地利畫家
- 查理斯·塔茲·羅素，新教傳教士，耶和華見證人的先驅
- 黄兴，中國革命領袖、政治家，中華民國第一任總司令

## 11月

### 1日
- 圖恩和海恩施泰因親王法蘭茨，奧地利貴族和政治家，首相

### 2日
- 羅馬尼亞米爾恰親王

### 3日
- 奧古斯特·林德伯格，瑞典演員、導演和經理

### 4日
- 第五代克蘭莫裡斯男爵約翰·賓厄姆，愛爾蘭貴族
- 埃拉·洛林·多爾西，美國作家、記者和翻譯家

### 5日
- 弗朗切斯科·薩利西奧·德拉·沃爾佩，義大利羅馬天主教紅衣主教

### 6日
- 蘇丹阿裡第納爾

### 8日
- 蔡鍔，中國軍事家
- 巴伐利亞海因里希親王

### 9日
- 路德維希·布倫斯，德國神經學家
- 揚·德拉加利納，羅馬尼亞將軍（因傷去世）

### 10日
- 沃尔特·萨顿，美國遺傳學家和醫生

### 11日
- 弗蘭克·切斯特頓，英國建築師
- 弗朗西斯科·達·維加·貝朗，葡萄牙政治家，葡萄牙第53任總理

### 12日
- 珀西瓦爾·洛厄爾，美國天文學家

### 14日
- 佛蘭克林·韋爾·曼，美國發明家
- 赫克托·休·芒罗，英國作家

### 15日
- 亨利克·西恩凱維奇，波蘭作家，諾貝爾獎獲得者[3]

### 16日
- 帕西瓦尔·罗威尔，美国天文学家

### 18日
- 奧古斯特·林德伯格，瑞典演員、導演和經理

### 21日
- 切斯特·阿德蓋特·康登，美國礦業大亨
- 弗朗茨·约瑟夫一世，奧地利皇帝兼匈牙利國王

### 22日
- 杰克·伦敦，美国作家

### 23日
- 蘭諾·霍克，英國第一次世界大戰戰鬥機王牌，在行動中被曼弗雷德·冯·里希特霍芬擊落身亡

### 24日
- 阿德海德·瑪麗，盧森堡大公夫人
- 約翰·弗朗西斯·巴內特，英語教師
- 海勒姆·馬克西姆，美國槍械發明家

### 25日
- 伊內茲·米爾赫蘭德，美國女權主義者、勞工律師、第一次世界大戰記者和公眾演說家[4]

### 27日
- 埃米尔·维尔哈伦，比利時詩人

### 28日
- 馬蒂努斯·休尼斯·斯泰恩，布爾律師、政治家和政治家，奧蘭治自由邦第六任也是最後一任總統（1902-1857）

### 30日
- 德米特裡奧·阿隆索·卡斯特裡略，西班牙政治家

## 12月

### 1日
- 夏爾·德·福柯，法國羅馬天主教徒，神父和祝福者

### 2日
- 威廉·布朗內爾，澳大利亞政治家
- 休吉·休斯，英國賽車手
- 何塞·韋里西莫，巴西作家

### 4日
- 保羅·阿拉德，法國考古學家和歷史學家

### 5日
- 奧古斯塔郡主，梅克倫堡-施特雷利茨大公國的大公夫人和大不列顛及北愛爾蘭聯合王國的郡主。
- 汉斯·里希特，奧地利-匈牙利指揮家

### 6日
- 西涅·霍恩堡，芬蘭建築師

### 8日
- 約翰·波特·梅雷爾，美國海軍上將

### 9日
- 皮埃爾·保羅·勒魯瓦-博利厄，法國經濟學家
- 夏目漱石，日本作家
- 克拉拉·沃德，卡拉曼-奇梅公主

### 10日
- 大山巖，日本陸軍元帥，日本帝國陸軍創始人

### 11日
- 瓦倫丁·迪亞斯，菲律賓愛國者，菲律賓革命期間
- 佐伊洛·加西亞，多明尼加工程師和飛行員

### 12日
- 埃德溫·阿特利·巴伯，美國考古學家

### 14日
- 尼古拉·索洛維耶夫，俄羅斯作曲家

### 15日
- 何塞·瑪麗亞·德·阿爾波伊姆，葡萄牙記者

### 16日
- 弗里德里希·道恩，德國物理學家
- 霍諾拉特·達·比亞瓦，波蘭羅馬天主教神父和祝福者
- 雨果·明斯特伯格，出生於德國的美國心理學家
- 奧格涅斯拉夫·斯捷潘諾維奇，塞爾維亞發明家

### 18日
- 喬治·華盛頓·庫克，科羅拉多州美國代表
- 裘莉婭·瓦萊，義大利羅馬天主教修女和祝福者

### 19日
- 道格·艾利森，美國棒球運動員
- 錫袍，緬甸國王

### 22日
- 瓊安·伍華德，美國將軍

### 25日
- 阿爾伯特·奇米洛夫斯基，波蘭羅馬天主教徒和聖人
- 約翰·鄧恩，澳大利亞羅馬天主教主教和牧師

### 28日
- 爱德华·施特劳斯，奧地利作曲家

### 30日
- 格里戈里·拉斯普京，俄羅斯神秘主義者（被暗殺）
- 利奧波德·蘇列爾日茨基，俄羅斯畫家